# Pusionella vulpina
Pusionella vulpina é uma espécie de gastrópode do gênero Pusionella, pertencente a família Clavatulidae.